# Neutralny Moresnet
Neutralny Moresnet (fr. Moresnet Neutre, niem. Neutral-Moresnet, niderl. Neutraal-Moresnet, esperanto Neŭtrala Moresnet) – istniejące w latach 1815–1919 terytorium sporne o powierzchni 270 hektarów (2,7 km²) położone między Prusami i Królestwem Niderlandów (późnej Niemcami i Belgią), 7 km na południowy zachód od Akwizgranu.

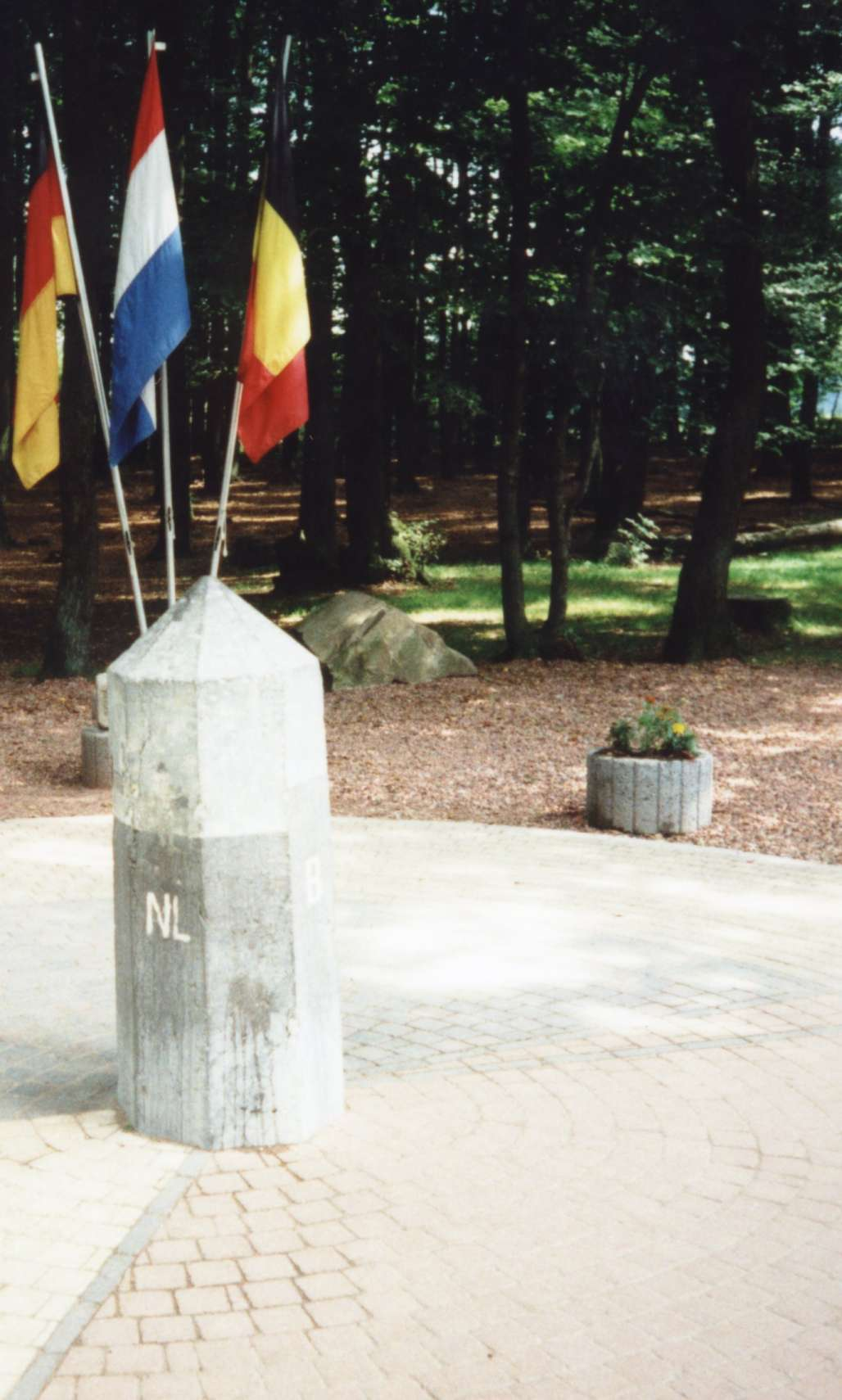
Trójstyk granic Niemiec, Belgii i Niderlandów Vaalserberg obecnie. Do 1915 r. był to czwórstyk, gdyż stykały się tu również granice Neutralnego Moresnetu.

Terytorium Neutralnego Moresnetu nie należało do żadnego z tych państw, stanowiąc w zasadzie niezależne państwo. Na północy granice terytorium sięgały aż do Vaalserbergu, tworząc tym samym punkt (czwórstyk), w którym spotykały się terytoria czterech krajów (Neutralnego Moresnetu, Niderlandów, Belgii i Niemiec).
Neutralność terytorium była rezultatem braku porozumienia na kongresie wiedeńskim w 1815 r. między Prusami a Królestwem Zjednoczonych Niderlandów, do którego należała również współczesna Belgia. Obfitujący w bogactwa naturalne (rudy cynku) obszar został podzielony, fragment przydzielono Holandii, fragment Prusom, pozostawiając jednak część jako obszar neutralny. W 1815 r. terytorium neutralne miało 256 mieszkańców, w 1858 r. już 2575, w 1907 r. prawie 3800, a w 1914 r. ponad 4600. W XIX wieku Belgia i Prusy wielokrotnie prowadziły bezskuteczne negocjacje na temat likwidacji trwałego prowizorium. W czasie I wojny światowej obszar był okupowany przez Niemcy i dopiero traktat wersalski z 28 czerwca 1919 r. przyznał Belgii władzę nad Neutralnyn Moresnetem. Powtórna okupacja niemiecka miała miejsce w l. 1940–1944.
W 1908 r. główny lekarz kopalni rudy cynku, Wilhelm Molly, próbował na terytorium Neutralnego Moresnetu ustanowić pierwsze państwo esperantystów.
Władzę nad regionem sprawował burmistrz.
Burmistrzowie Neutralnego Moresnetu
- Arnold Timothée de Lasaulx (tymczasowo): 1817 – 21 lutego 1859
- Adolf Hubert van Scherpenzeel-Thim: 21 lutego 1859 – 30 maja 1859
- Joseph Kohl: 1 czerwca 1859 – 3 lutego 1882
- Oskar Bilhartz: 3 lutego 1882 – 20 czerwca 1885
- Hubert Schmetz: 20 czerwca 1885 – 15 marca 1915
- Wilhelm Kyll: 29 marca 1915 – 7 grudnia 1918
- Pierre Grignard: 7 grudnia 1918 – 10 stycznia 1920

Obecnie region jest częścią niemieckojęzycznej gminy Kelmis w Belgii.
Neutralny Moresnet trafił również na karty literatury polskiej. Mówi się o nim w powieści Władysława Zambrzyckiego „Kwatera bożych pomyleńców”.